# Bahnhof Bergen (Norwegen)
Der Bahnhof Bergen ist der bedeutendste Bahnhof der norwegischen Stadt Bergen. Der Kopfbahnhof liegt in der Nähe des Stadtzentrums und ist Endpunkt der Bergensbane aus Oslo.

## Geschichte
Der erste Bahnhof in Bergen wurde mit der CAP-spurigen Vossebane am 22. Juli 1883 eröffnet. Die Gleisanlagen befanden sich am südlichen Ufer des Lille Lungegårdsvannet, parallel zur Nygårdsgaten und endeten vor der Christiesgate. Das zweistöckige Empfangsgebäude in Massivbauweise stand parallel zu den Gleisen am Streckenende.
Nachdem sich das norwegische Parlament für die Ausführung der Bergenbahn in Normalspur entschieden hatte, wurde auch die Vossebane ab 1904 entsprechend umgebaut. Dem zunehmenden Verkehr – besonders nach Aufnahme des durchgehenden Betriebs auf der Bergenbahn 1909 – waren die Anlagen bald nicht mehr gewachsen.
Da eine Erweiterung der bestehenden Gleisanlagen nicht möglich war, fiel der Entschluss zum Bau eines neuen Bahnhofs am nördlichen Ufer des Store Lungegårdsvannet.
Der heutige Bahnhof wurde 1913 eröffnet, vier Jahre nach der Bergensbane. Der Entwurf stammt von Jens Zetlitz Monrad Kielland, der im Vorfeld einen Architekturwettbewerb gewonnen hatte. Seit 1937 befindet sich hier ein Bahnhofsrestaurant. Der Bahnhof Bergen ist 471,25 km vom Bahnhof Oslo Sentralstasjon entfernt.
Das Empfangsgebäude steht seit 2003 unter Denkmalschutz.

## Bilder

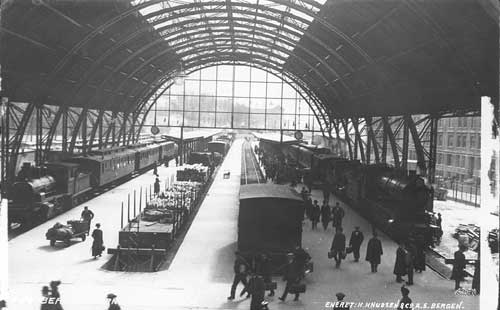
Kurz nach der Eröffnung
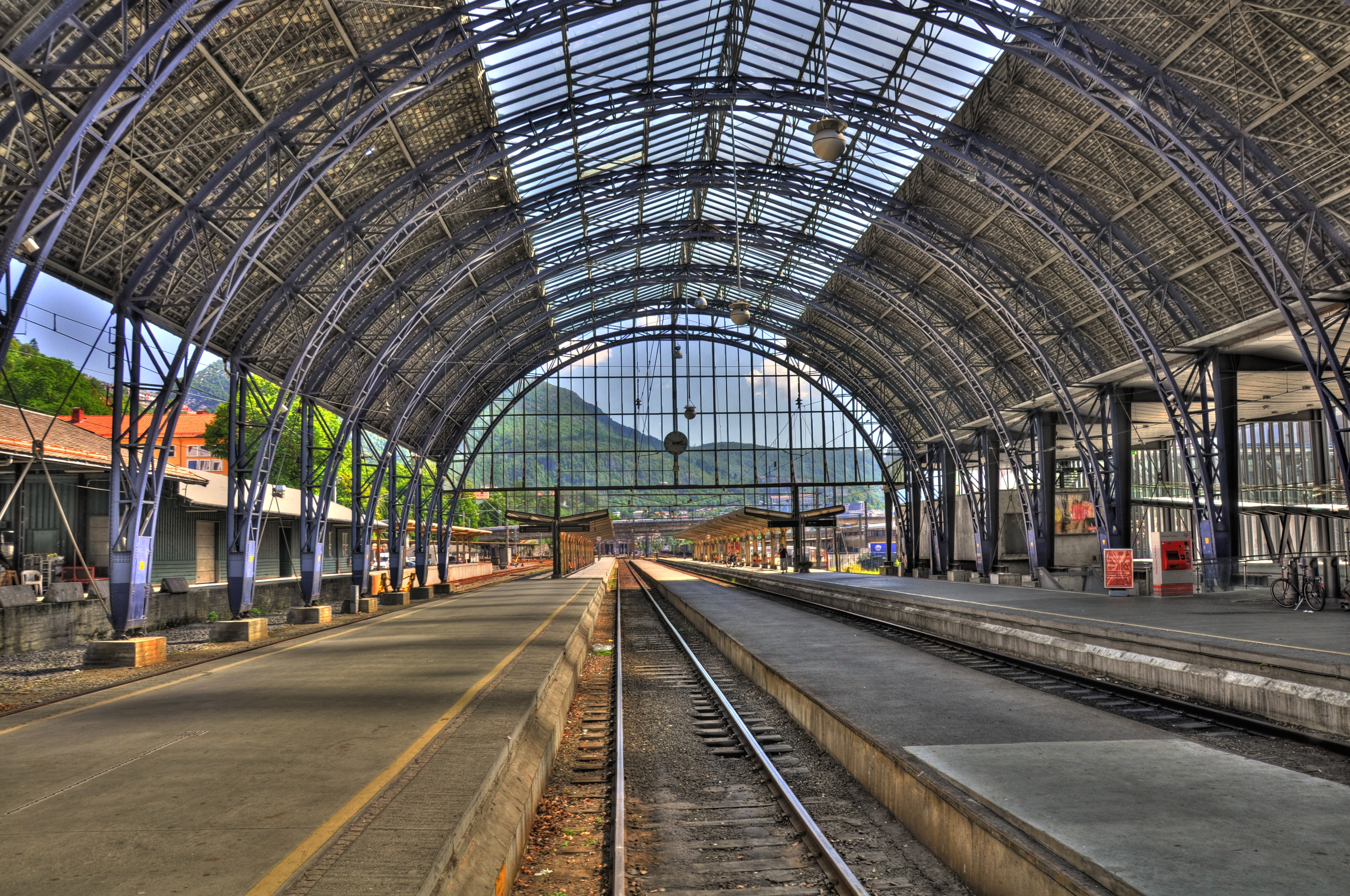
Bahnhofshalle
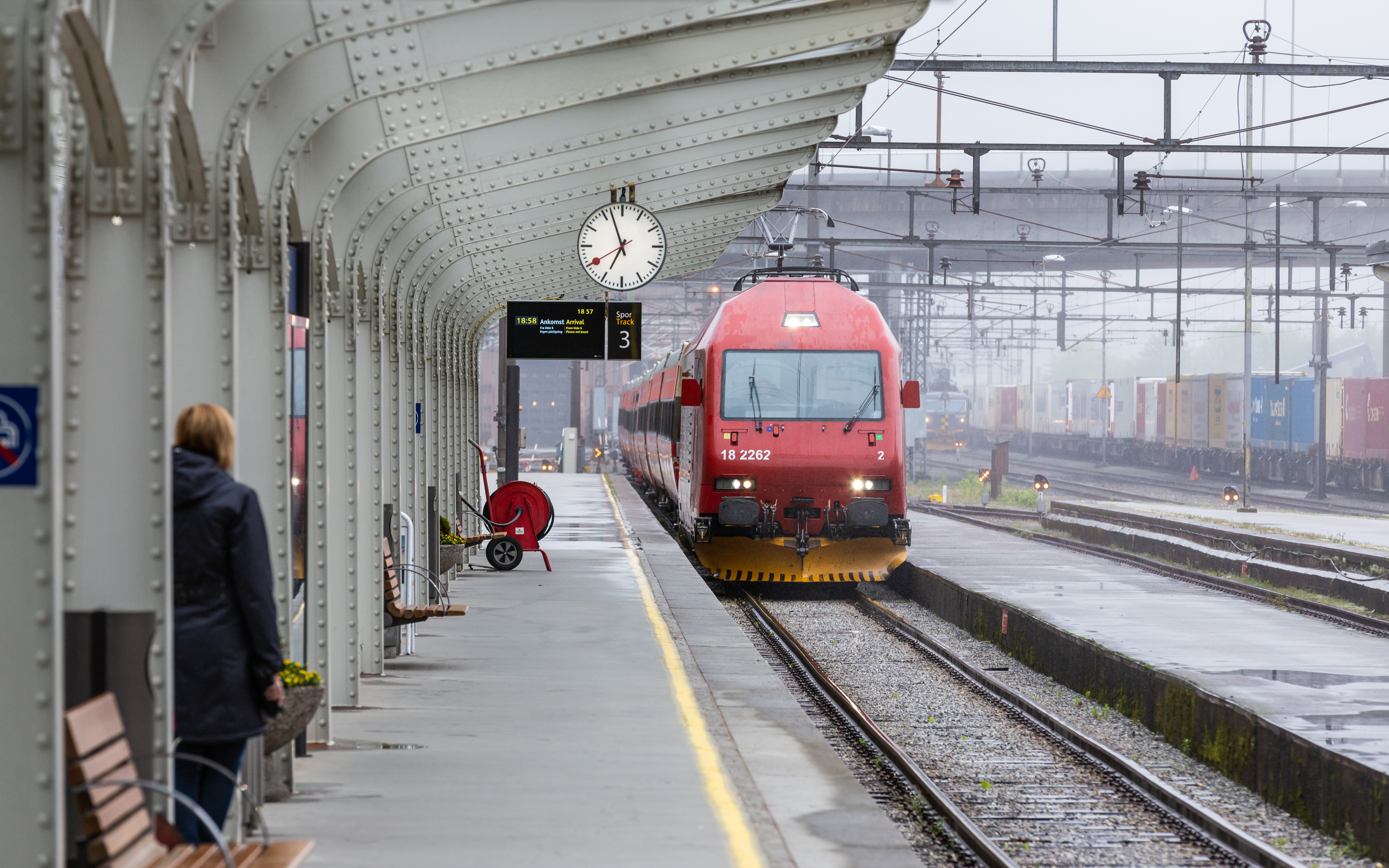
Einfahrt des Zuges aus Oslo
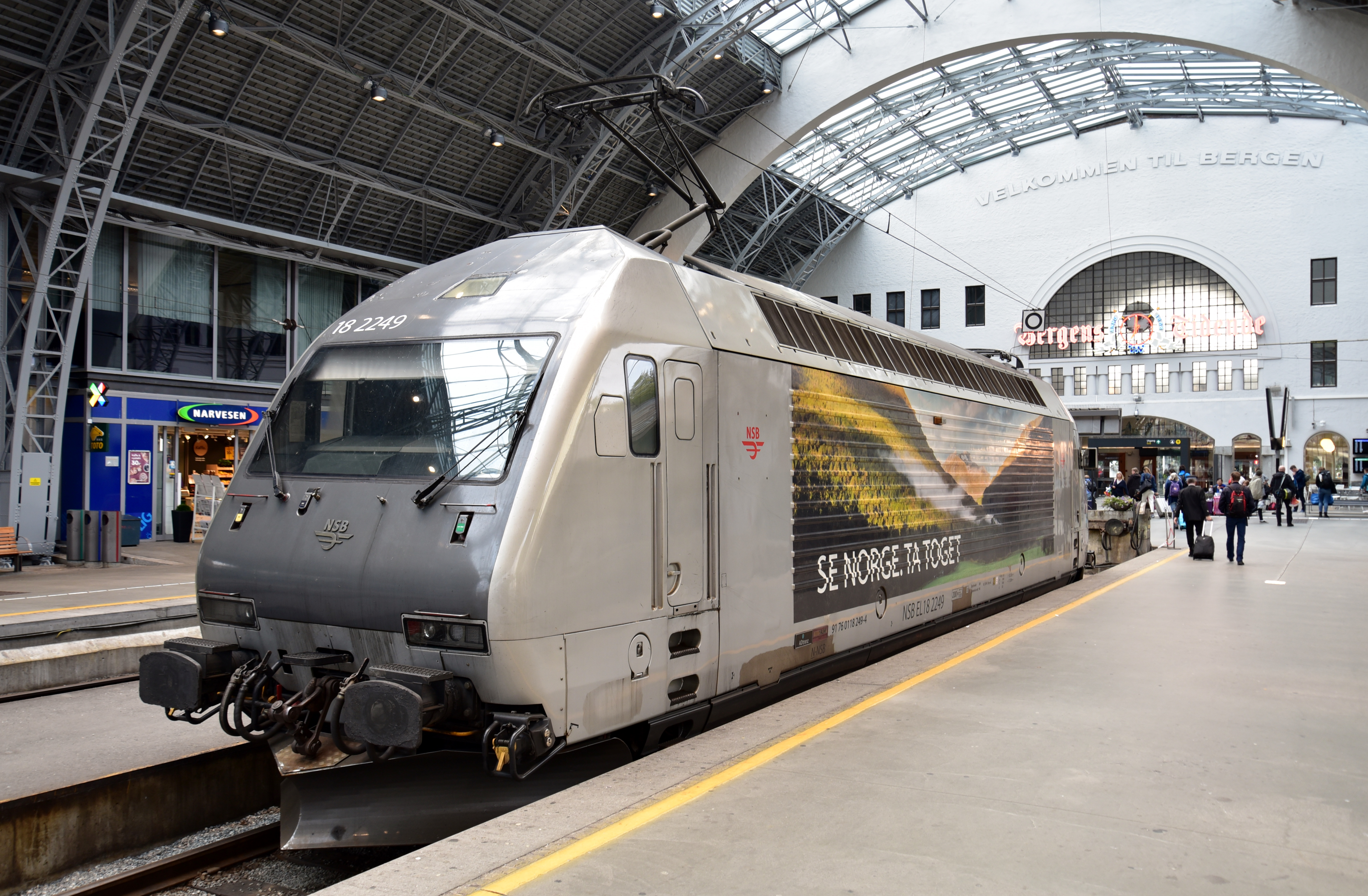
El 18 in der Bahnhofshalle
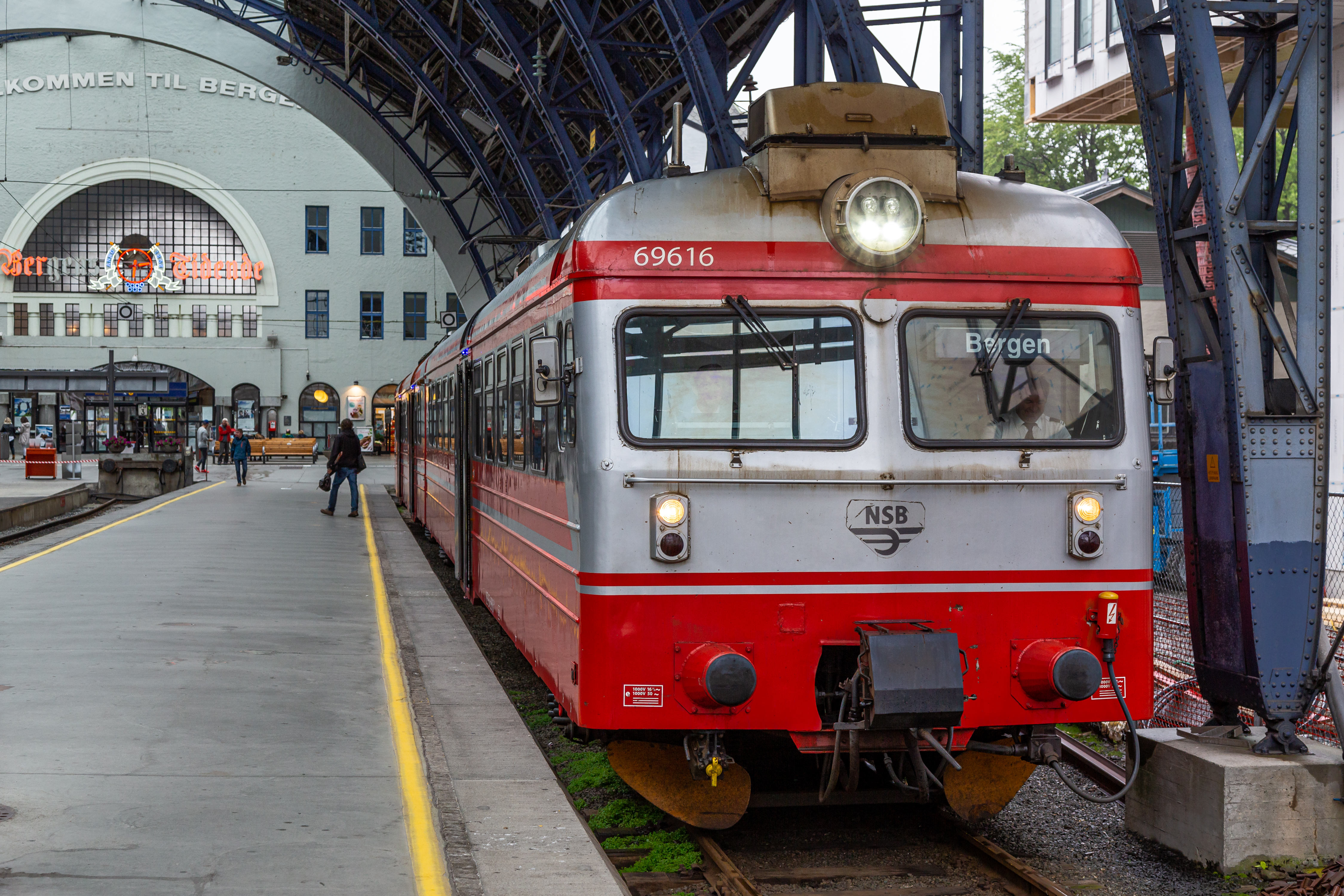
Type 69
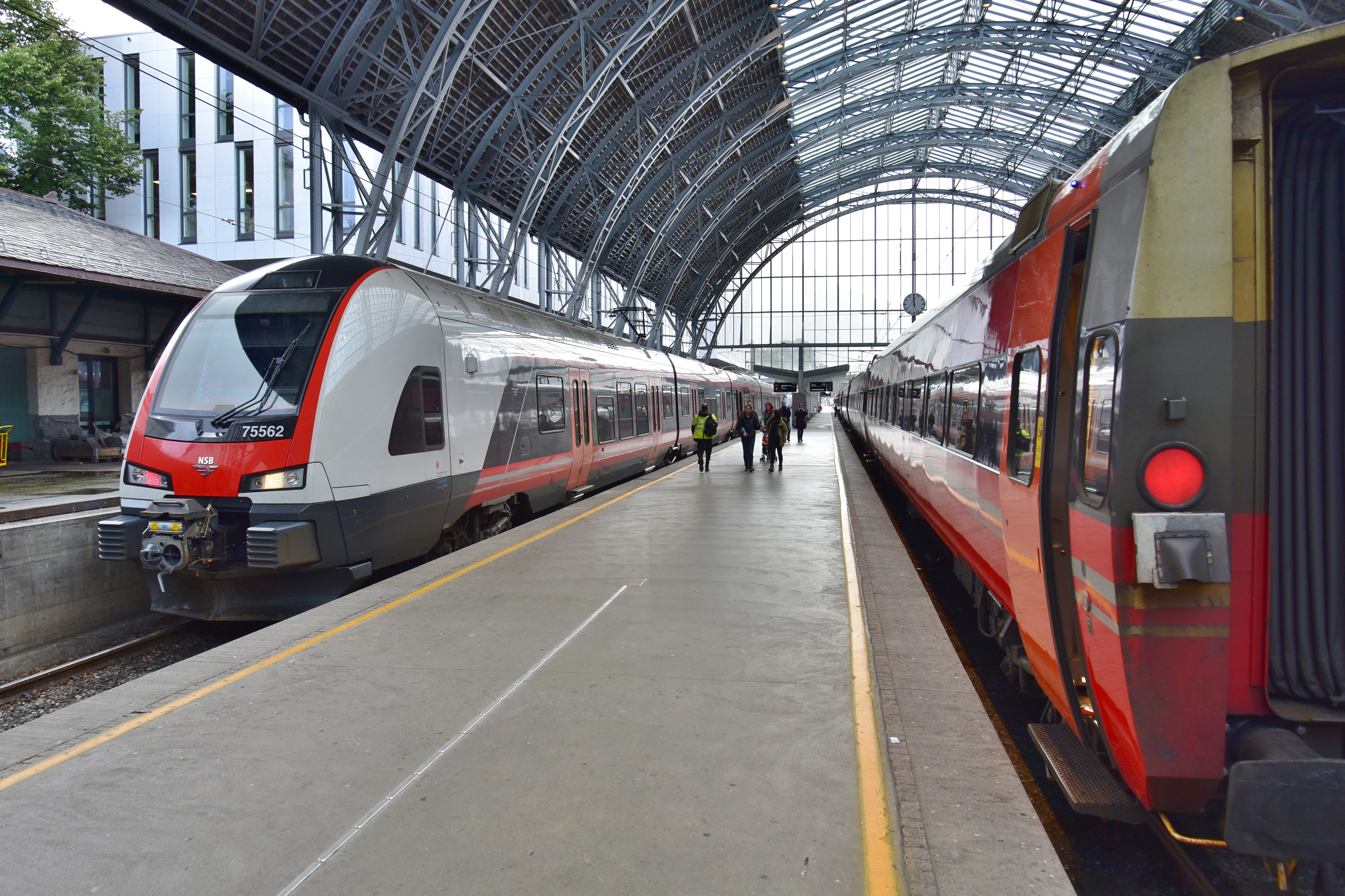
FLIRT Nordic, Type 75